# Roméo et Juliette (Dusapin)
Pour les articles homonymes, voir Roméo et Juliette (homonymie).
Roméo et Juliette est un opéra du compositeur français Pascal Dusapin sur un livret du dramaturge français Olivier Cadiot, créé en 1989 à Montpellier. L'histoire s'inspire des personnages de la tragédie homonyme de William Shakespeare de 1597 mais place l'intrigue au moment de la Révolution française.

## Historique
Roméo et Juliette est une commande de l'Opéra de Montpellier, du Festival d'Avignon et du Festival Musica de Strasbourg, à l'occasion des célébrations du Bicentenaire de la Révolution. Il est le premier opéra de Pascal Dusapin, et est composé entre 1985 et 1988. Le livret est écrit par Olivier Cadiot, avec qui le compositeur a par ailleurs déjà travaillé précédemment sur des pièces vocales, comme Mimi (1986) ou Il-li-ko (1987). Le livret reprend les personnages éponymes de la pièce de William Shakespeare mais les met en scène lors de la Révolution française, s'éloignant de fait de l'histoire originelle et intégrant un nouveau personnage, Bill, commentateur et narrateur, raccourci de « William ».
Roméo et Juliette est créé le 12 juillet 1989 à Montpellier lors du Festival Radio France, sous la direction de Cyril Diederich, la mis en scène assurée par Patrick Guinand, les décors par Françoise Schein et les costumes par Pierre Albert. La production est reprise en tournée européenne, en passant par Avignon, sous la direction d'Alain Crombecque, et Strasbourg.
L'opéra est monté dans une nouvelle production en avril-mai 2008 dans la Salle Favart de l'Opéra Comique, sous la direction du chef d'orchestre français Alain Altinoglu et mis en scène par le metteur en scène français Ludovic Lagarde. On y retrouve notamment Marc Mauillon, Karen Vourc'h, et Laurent Poitrenaux, avec le Choeur Accentus et l'Orchestre de Paris. Les costumes sont de Christian Lacroix, les lumières de Sébastien Michaud et la conception sonore de Gilles Grand avec les moyens de l'IRCAM.

## Description
Roméo et Juliette est un opéra en neuf numéros en langues française et anglaise d'une durée d'une heure et demie, composé pour cinq voix solistes, un clarinettiste soliste, trois voix parlées, un quatuor vocal, un chœur et un orchestre. Les personnages de Roméo et de Juliette sont doublés, formant ainsi deux paires de chanteurs. Par ailleurs, les rôles de la seconde paire du couple ainsi que de Bill sont chantés et parlés. De plus, la partition mélange de la sonorisation, de la voix a cappella, du parlando et des chuchotements. Le pivot de l'ouvrage est au centre des neuf parties et consiste en une partie orchestrale matérialisant la révolution en cours.

### Rôles
| Rôle       | Voix          | Créateur             | Opéra Comique Paris, 2008 Dir. : Alain Altinoglu |
| ---------- | ------------- | -------------------- | ------------------------------------------------ |
| Juliette 1 | soprano       | Françoise Kubler     | Karen Vourc'h                                    |
| Roméo 1    | baryton       | Nicholas Isherwood   | Jean-Sébastien Bou                               |
| Juliette 2 | soprano       | Cyrille Gerstenhaber | Amaya Dominguez                                  |
| Roméo 2    | baryton-basse | Julien Combey        | Marc Mauillon                                    |
| Bill       | ténor (parlé) | Jean-Marc Bory       | Laurent Poitrenaux                               |

La partition comprend en plus un ensemble vocal, créé par les soprani Donatienne Michel-Dansac et Bernadette Mercier, le mezzo-soprano Valérie Joly, le contreténor Timothy Greacen et la basse Pascal Sausy, ainsi qu'une clarinette solo, assurée par Armand Angster.

### Orchestration
- Vents : 3 flûtes, 2 hautbois, 2 clarinettes, 3 bassons ;
- cuivres : 2 cors, 2 trompettes, 2 trombones, tuba ;
- autre : timbales ;
- cordes : 12 violons, 10 violons II, 8 altos, 6 violoncelles, 6 contrebasses.

### Structure
1. Prologue
2. Le début
3. Le matin
4. Avant
5. La révolution
6. Après
7. Le soir
8. La fin
9. Épilogue

## Enregistrements
- Universal, (Musidisc), 1991, enregistré en août 1990 à Mulhouse, dir. Luca Pfaff, avec le Groupe vocal de France et l'Orchestre symphonique du Rhin-Mulhouse[10].